# 山崎幸二
山崎 幸二（やまざき こうじ、1961年〈昭和36年〉1月16日 - ）は、日本の陸上自衛官。第6代統合幕僚長。第36代北部方面総監、第36代陸上幕僚長を歴任した。

## 概要
山梨県西桂町出身。西桂町立西桂小学校、西桂町立西桂中学校、山梨県立吉田高等学校を経て、1983年（昭和58年）3月、防衛大学校本科土木工学専攻第27期卒業（防大の同期に佐藤正久・竹原信一）。陸上自衛隊に入隊後は、陸上自衛隊幹部候補生学校を卒業し、施設科部隊に配属。
2016年（平成28年）7月1日、第36代北部方面総監に就任。統率方針は「任務完遂」。要望事項は「使命の自覚・練磨即応・地域との連携」。
2017年（平成29年）7月28日の閣議において、南スーダンPKO日報問題で引責辞任する岡部俊哉の後任として陸上幕僚長に任命する旨の人事が了承・発令され、同年8月8日付で第36代陸上幕僚長に就任。
2019年（平成31年）3月19日の政府閣議において、最長の在任期間（4年6ヶ月）となった河野克俊の後任として第6代統合幕僚長への昇格人事が了承され、同年4月1日をもって就任。

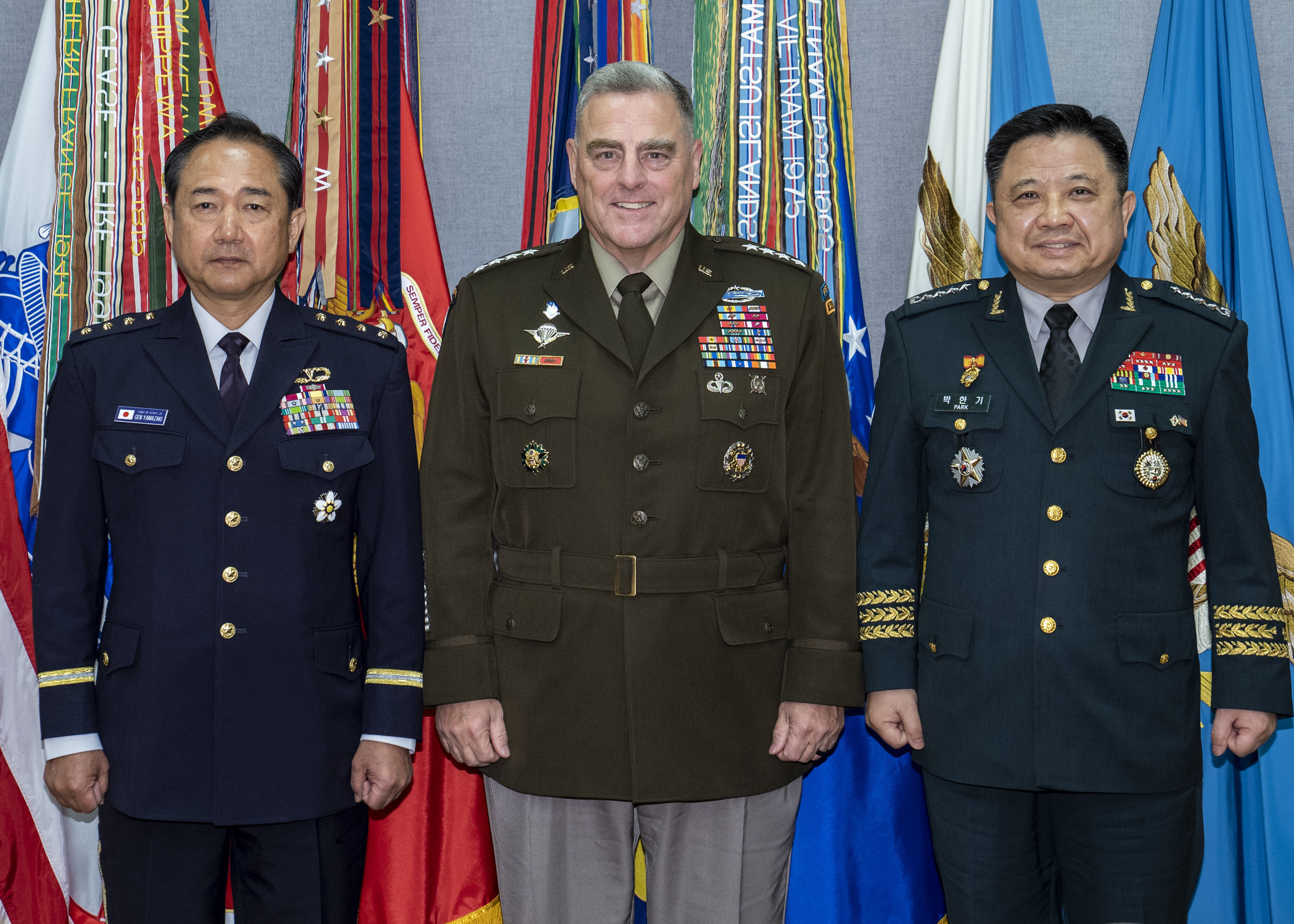
大韓民国の朴漢基合同参謀本部議長やマーク・ミリー統合参謀本部議長との三カ国の制服組トップ会談。

2019年（令和元年）9月30日、渡米し、大韓民国の朴漢基合同参謀本部議長とともにマーク・ミリー統合参謀本部議長の就任式へ参加。翌10月1日には、三カ国の制服組トップ会談を行った。
2022年（令和4年）5月、ロシアのウクライナ侵攻に伴うロシア政府による日本への報復措置（ロシア連邦への日本政府の政策に対する報復措置に関してのロシア外務省声明）によって、ロシア連邦への入国を恒久的に禁止された。
2023年（令和5年）3月30日に退職。在任は4年に及び、初代統合幕僚会議議長の林敬三、前任者の河野に次いで歴代第三位（統合幕僚長としては河野に継ぐ2番目）の長さであった。

## 略歴

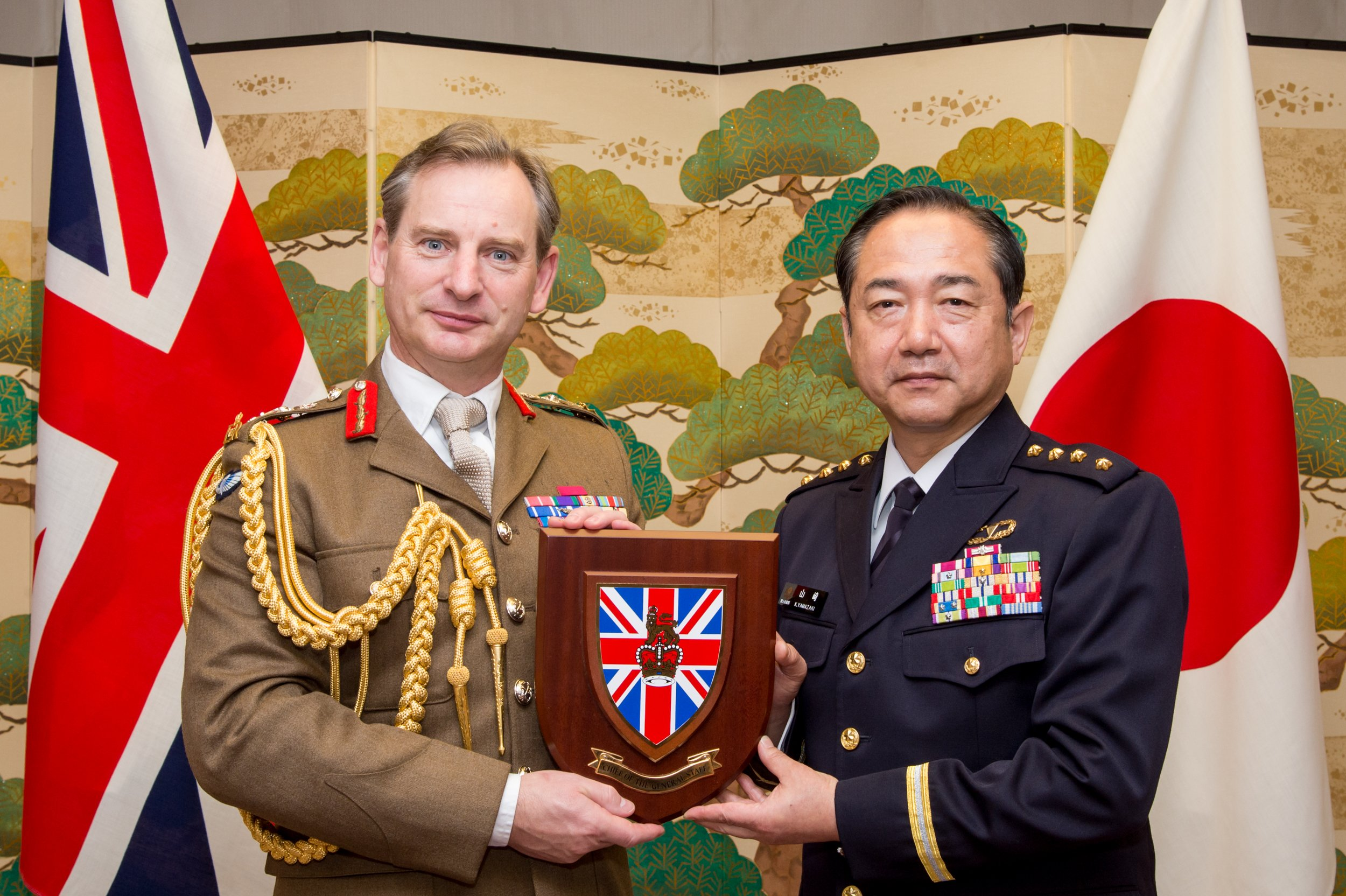
マーク・カールトン・スミス英国陸軍参謀総長と山崎陸幕長

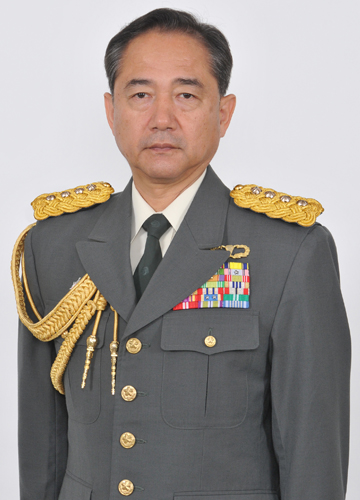
陸上幕僚長時代の山崎陸将

- 1983年（昭和58年）3月：防衛大学校本科土木工学専攻卒業（第27期）、陸上自衛隊に入隊
- 1997年（平成09年）7月：2等陸佐に昇任
- 2001年（平成13年）3月：第8施設大隊長兼第8師団司令部施設課長兼川内駐屯地司令
- 2002年（平成14年）
  - 1月：1等陸佐に昇任
  - 8月：陸上幕僚監部人事部補任課
- 2003年（平成15年）8月：陸上幕僚監部人事部補任課人事第1班長
- 2005年（平成17年）4月：中央資料隊付（米国陸軍戦略大学校留学）
- 2006年（平成18年）
  - 8月：陸上自衛隊研究本部研究員
  - 12月：陸上幕僚監部装備部装備計画課長
- 2008年（平成20年）8月1日：陸将補昇任、第4施設団長兼大久保駐屯地司令
- 2010年（平成22年）6月8日：西部方面総監部幕僚副長
- 2012年（平成24年）7月26日：陸上幕僚監部人事部長
- 2014年（平成26年）8月5日：陸将昇任、第9師団長
- 2015年（平成27年）3月30日：統合幕僚副長
- 2016年（平成28年）7月1日：第36代 北部方面総監に就任
- 2017年（平成29年）8月8日：第36代 陸上幕僚長に就任
- 2018年（平成30年）7月10日：米国政府からレジオン・オブ・メリット勲章が授与[9]
- 2019年（平成31年）4月1日：第6代 統合幕僚長に就任[5]
- 2020年（令和02年）1月21日：フランス政府よりレジオンドヌール勲章オフィシエを受章[10][11]
- 2023年（令和05年）
  - 1月16日：定年延長（6か月）[12]
  - 3月19日：米国政府からレジオン・オブ・メリット勲章が授与[13]
  - 3月30日：定年延長期間が繰り上げられ、退職[8]
  - 7月12日：防衛省顧問[14]

## 栄典
- レジオン・オブ・メリット・コマンダー - 2018年（平成30年）7月10日[9]
- レジオンドヌール勲章・オフィシエ - 2020年（令和2年）1月21日
- オーストラリア勲章・オフィサー - 2022年（令和4年） 12月2日[15]
- レジオン・オブ・メリット・コマンダー - 2023年（令和5年）3月19日[13]
- セント・モーリス章　- 2022年 (令和4年) 11月12日[16]